# Verbascum antari
Verbascum antari är en flenörtsväxtart som beskrevs av George Edward Post. Verbascum antari ingår i släktet kungsljus, och familjen flenörtsväxter. Inga underarter finns listade i Catalogue of Life.